# SPO-serien
SPO-serien var en skivserie som gavs ut av Knäppupp/Spotlight. Det är en serie samlingsalbum med Knäppuppstallets mest kända alster. Albumen har samma namn som de låtar/sketcher som de blev kända med. 
SPO nr:
- 100. 1973 – Bunny Blom: Det glada fjuttitalet
- 101. 1973 – Monica Zetterlund: Den sista Jäntan
- 102. 1973 – Gunwer Bergqvist: Livet är stenkul
- 103. 1973 – Brita och grabbarna (Brita Borgs duetter med Povel, Hasse, Martin och Evert Taube)
- 104. 1973 – Stig Grybes bästa

- 120. 1974 – Hasse Alfredson: Tusenkonstnären
- 121. 1974 – Povel Ramel: Än sjunger gubben
- 122. 1974 – Martin Ljung: Att vara rolig
- 123. 1975 – Birgitta Andersson: Sverigebruden
- 124. 1974 – Brita Borg: Fat Mammy Brown